# Johann Ignaz Egedacher
Johann Ignatius Egedacher (* 19. Dezember 1675 in Salzburg; † 20. Juni 1744 in Passau) war ein süddeutscher Orgelbauer.

## Leben
Er war als Sohn von Christoph Egedacher ein bedeutendes Mitglied der Orgelbaudynastie der Egedacher, die zusammen mit den Familien Butz und Freundt als wichtigste Vertreter der Passauer Orgelbauschule und damit des süddeutschen und österreichischen Raumes gelten.
Johann Ignaz Egedacher heiratete am 21. Oktober 1709 in der Passauer Paulskirche Maria Franziska Freundt und übernahm zusammen mit seinem Bruder Johann Georg Egedacher die Orgelbauwerkstätte von Leopold Freundt († 1727). Seine Bedeutung zeigen Aufträge in vielen bedeutenden Kirchen (Dom zu Passau, Stiftskirche Zwettl, Dom St. Pölten).
Da viele Instrumente aus dieser Zeit verloren gingen bzw. sehr stark umgebaut wurden, ist ihre ursprüngliche Konzeption und Klanglichkeit kaum wiederherstellbar.
Zu seinen bedeutendsten noch erhaltenen und wieder restaurierten Werken zählen die Orgel im Stift Zwettl im niederösterreichischen Waldviertel und die Vornbacher Orgel in Niederbayern. Gesichert ist auch seine Mitwirkung beim Umbau der Großen Orgel der Prämonstratenserabtei Schlägl in Oberösterreich, die sein Bruder Johann Christoph Egedacher 1708 durchführte.
Die Familie Egedacher hatte engen Kontakt zum Straßburger Orgelbauer Andreas Silbermann, mit dem ein reger Gedankenaustausch stattfand.

## Werke
Die Liste führt einige seiner nachgewiesenen Neubauten auf.
Die Größe der Instrumente wird in der fünften Spalte durch die Anzahl der Manuale und die Anzahl der klingenden Register in der sechsten Spalte angezeigt. Ein großes „P“ steht für ein selbstständiges Pedal.
| Jahr    | Ort                       | Kirche                       | Bild | Manuale   | Register                          | Bemerkungen |
| ------- | ------------------------- | ---------------------------- | ---- | --------- | --------------------------------- | --- |
| 1707    | Steyr                     | St. Michael (Steyr)          |      | II/P      | 27                                | Orgel stammt aus der Stiftskirche von Stift Garsten                                                                                               |
| 1714    | Schärding                 | Kirche am Stein              |      | I         | 4                                 | |
| 1715    | Helfenberg                | Pfarrkirche Helfenberg       |      |           |                                   | nicht erhalten |
| 1715    | Kallham                   | Pfarrkirche Kallham          |      | I/P       | 9                                 | erhalten, 2010 von Orgelbau Kuhn restauriert |
| 1719    | Altenfelden               | Pfarrkirche Altenfelden      |      | I/P       | 8                                 | 1927 abgerissen |
| 1719    | Pfarrkirchen im Mühlkreis | Pfarrkirche                  |      | II/P      | 18                                | restauriert 1994 durch Bruno Riedl |
| 1722    | St. Pölten                | Dom                          |      | III/P (?) | ?                                 | Nur der Prospekt ist erhalten. → Domorgel St. Pölten                                                                                              |
| 1723    | Aurolzmünster             | Pfarrkirche Aurolzmünster    |      |           |                                   | |
| 1723    | Stadl-Paura               | Wallfahrtskirche Stadl-Paura |      | I/P       | 6 bzw. 4 Register bzw. 4 Register | 1973–1976 restauriert durch Bruno Riedl, 3 Orgeln: „Gott-Vater-Orgel“, „Gott-Sohn-Orgel“ und „Heilig-Geist-Orgel“                                 |
| um 1728 | Neufelden                 | Pfarrkirche Neufelden        |      | I/P       | 8                                 | 1997 fand ein rekonstruierender Neubau durch den Orgelbauer Bernhardt Edskes statt.                                                               |
| 1731    | Zwettl                    | Stift                        |      | III/P     | 35                                | Der Prospekt der Orgel stammt von Joseph Matthias Götz. → Orgeln des Stiftes Zwettl                                                               |
| 1732    | Vornbach                  | Kloster                      |      | II/P      | 20                                | erhalten, 2009 von Orgelbau Kuhn restauriert, → Orgel                                                                                             |
| 1736    | Hartkirchen               | Pfarrkirche Hartkirchen      |      |           |                                   | Um 1781 durch den Freistädter Orgelbauer Franz Lorenz Richter um ein Rückpositiv erweitert.                                                       |
| 1741    | Wilhering                 | Stift                        |      | II/P      | 26                                | 1884 von Leopold Breinbauer durch ein neues Instrument unter Verwendung einiger Pfeifenbestände ersetzt, 2017/18 von Orgelbau Kuhn restauriert, → |